# Joannes van Nieulande
Joannes van Nieulande (29 mai 1657-15 mars 1714) est un prêtre oratorien, actif à Saint-Nicolas.
Joannes van Nieulande né à Saint-Paul, fils unique de Jacques van Nieulande et Joanna ver Berckmoes dans une ancienne famille patricienne originaire de Sinaai.
Il est curé de Saint-Nicolas, ou il construit l'actuel couvent pour les Oratoriens, un nouvel orgue et les restaurations après le grand incendie qui détruisit la majorité des maisons du village. Il meurt à Saint-Nicolas, enterré dans son église.

## Sources
1861, Annalen van den Oudheidkundige Kring van het Land van Waas pag. 48.